# 밤색두나트
밤색두나트(Sminthopsis archeri)는 주머니고양이과에 속하는 유대류의 일종이다. 1986년 반 다이크(Van Dyck)가 기술했고, 통용명은 하체의 밤색때문에 붙여진 이름이다. 주둥이부터 꼬리까지 몸길이는 167~210mm이고, 머리부터 항문까지는 85~105mm, 꼬리 길이는 82~105mm이다. 뒷발 크기는 17~20mm, 귀 길이는 17~21mm이고 몸무게는 15~20g이다.

## 분포 및 서식지
파푸아뉴기니 남부 지역부터 동쪽으로 오스트레일리아 그리고 타운즈빌의 블랙브레이 국립공원에서 한 번을 포함하여 케이프요크반도 서부 해안에서 일부에서 발견된다. 오스트레일리아 서식지는 키 큰 유칼립투스 산림과 적색토 위의 키 큰 숲으로 이루어져 있다. 파푸아뉴기니에서는 사바나 지역에서도 발견된다.

## 습성 및 번식
밤색두나트는 거의 연구되지 않아서 습성에 대해 알려진 정보가 많지 않지만, 7월부터 10월 사이의 건기에 번식을 한다.

## 먹이
주로 곤충 또는 작은 포유류와 파충류 그리고 양서류를 먹는다.